# Honau (Rheinau)
Honau ist ein Stadtteil der Stadt Rheinau. Der Ort hat eine Fläche von 3,41 km² und zählte im Jahr 2012 595 Einwohner.

## Geographie

### Geographische Lage
Honau liegt in der Oberrheinischen Tiefebene in der Stadt Rheinau. Die Gemarkung Honau besteht zu einem Großteil aus Auwald und Gewässern, wie dem zum Kanu fahren beliebten Rheinseitenkanal. Im Westen und Nordwesten grenzt die Gemarkung an den Rhein, wo sich auch ein Hafen befindet.

### Nachbarorte
Die Nachbarorte von Honau sind die Rheinauer Stadtteile Diersheim im Nordosten und Linx im Südosten, sowie der Kehler Stadtteil Leutesheim im Südwesten. Ansonsten grenzt die Gemarkung an die elsässische Gemeinde La Wantzenau auf der anderen Seite des Rheins im Westen.

## Geschichte
Im Jahr 720 wurde auf einer Rheininsel ein Schottenkloster gegründet (→ Kloster Honau). Es gehörte zum Bistum Straßburg und war ins Gericht Renchen (Amt Oberkirch) eingegliedert. Beatus von Honau war ein iroschottischer Mönch und Abt des Klosters Honau von 774-781. Bis 749 sicherten sich die Etichonen den Klosterbesitz, der „Hoinaugia“ genannt wurde. Weitere Namen im Laufe der Zeit waren „Hoinowa“ (870), „Honaugia“ (1119), „Honauwia“ (1199) und „Honow“ (1268). 884 wurden die Güter in über 40 elsässischen Gemeinden durch Kaiser Karl den Dicken bestätigt. Im 11. Jahrhundert wurde das Kloster in einen Chorherrenstift umgewandelt und im Jahr 1290 ins linksrheinische Rheinau verlegt. 1398 verlegte man das Kloster dann von Rheinau nach Alt St. Peter in Straßburg.
Das Dorf an sich wurde erstmals im Jahr 1233 erwähnt. Bis zum Jahr 1468 gehörten zur Pfarrei Honau die elsässischen Orte Wanzenau (La Wantzenau) und Albertzheim (heute Wüstung). Im Jahr 1480 wurde die Klosterkirche und vermutlich auch ein Teil des Dorfes durch ein Rheinhochwasser zerstört.
Während des Dreißigjährigen Krieges von 1618 bis 1648 flohen 300 Bauern aus Wanzenau und anderen Orten in der Umgebung nach Honau. Außerdem schickte Landvogt Reinhard von Schauenburg 30 Mann nach Honau zur Verstärkung der „Hanauer Rheinwache“. In den Jahren 1636 und 1637 wütete die Pest auch im Hanauerland.
1675 wurde Honau durch Truppen des Marschalls Turenne besetzt und ein Rheinübergang wurde errichtet.
Im Jahr 1730 wurde eine Kirche errichtet, woraufhin Fürstbischof Kardinal de Rohan Honau zur selbstständigen Pfarrei erhoben wurde. Im Ersten Koalitionskrieg von 1792 bis 1797 wurde Honau zum Schutz der Rheingrenze durch kaiserliche Truppen belegt. Am „Scharfen Eck“ stellte man eine Batterie mit 2 Geschützen auf.
Die heutige Kirche St. Michael wurde im Jahr 1845 gebaut. Während des Deutsch-Französischen Krieges 1870 und 1871 fand ein Beschuss durch Geschütze der französischen Festung Straßburg statt.
Im Jahr 1944 im Zweiten Weltkrieg wurde bei einem Beschuss durch französische Artillerie ein Einwohner getötet, fünf Häuser zerstört und 22 weitere beschädigt.
Zum 1. Januar 1973 wurde der Landkreis Kehl aufgelöst, dem Honau bis zuletzt angehörte. Am 1. Juli 1975 wurde Honau in die neue Stadt Rheinau eingegliedert.

### Demographie
Einwohnerzahlen nach dem jeweiligen Gebietsstand.
| Jahr      | 1778        | 1814 | 1857 | 1885 | 1900 | 1925 | 1939 | 1946 | 1957 | 1961 | 1970 | 1975 | 2012 |
| --------- | ----------- | ---- | ---- | ---- | ---- | ---- | ---- | ---- | ---- | ---- | ---- | ---- | ---- |
| Einwohner | 35 Familien | 260  | 328  | 361  | 290  | 360  | 410  | 442  | 450  | 488  | 516  | 521  | 595  |

## Wappen
Das Wappen von Honau zeigt einen goldenen Krummstab, an dessen Schaft ein silbernes Hufeisen befestigt ist, auf silbernem Grund. Das heutige Wappen ist bereits in einem Lacksiegel von 1811 nachweisbar, die Farbgebung fand jedoch erst im Jahr 1904 statt.

## Kultur und Sehenswürdigkeiten

### Religionen
Seit der Dekanatsreform am 1. Januar 2008 gehört Honau und die St. Michael-Kirche zum Dekanat Offenburg-Kinzigtal und gehört zudem zur Seelsorgeeinheit Hanauerland.

## Wirtschaft und Infrastruktur

### Verkehr
Durch Honau führt die Kreisstraße 5373, die in beide Verkehrsrichtungen in die Landesstraße 75 mündet.

### Wirtschaft
In Honau gibt es ein Kieswerk und ein Tanklager, welche zusammen den Rheinhafen nutzen.